# Potwór z Czarnej Laguny
Potwór z Czarnej Laguny (ang. Creature from the Black Lagoon) – amerykański film przygodowy z 1954.

## Fabuła
Amerykańska ekspedycja naukowa dociera w głąb amazońskiej dżungli, w poszukiwaniu nieznanego nauce gatunku. Kiedy docierają do miejsca zwanego Czarną Laguną, przekonują się, że ów stwór nie jest zwykłą legendą. To obdarzony wielką siłą półczłowiek-półryba. Potwór zabija kilku członków ekspedycji i porywa Kay, piękną asystentkę kierownika wyprawy. Ocaleli uczestnicy ekspedycji ruszają na poszukiwanie potwora i dziewczyny.

## Obsada
- Richard Carlson – dr David Reed
- Julie Adams – Kay Lawrence
- Richard Denning – dr Mark Williams
- Antonio Moreno – dr Carl Maia
- Nestor Paiva – kpt. Lucas
- Whit Bissell – dr Edwin Thompson
- Ben Chapman – Gill-man (sceny lądowe)
- Ricou Browning – Gill-man (sceny podwodne)
- Bernie Gozier – Zee
- Henry A. Escalante – Chico
- Perry Lopez – Tomas
- Rodd Redwing – Luis
- Sydney Mason – dr Matos

## W kulturze
- Nawiązania do niego można zauważyć w wyglądzie stworzenia w filmie Kształt wody[3].